# Ryszard Włodzimierz Zyms
Ryszard Włodzimierz Zyms (ur. 2 listopada 1891 w Nurcu, pow. Jędrzejów, zm. 28 grudnia 1954 w Warszawie) – podpułkownik dyplomowany saperów Wojska Polskiego, działacz niepodległościowy.

## Życiorys
Urodził się 2 listopada 1891 w Nurcu, w rodzinie Karola, absolwent szkoły średniej z maturą. Służył w armii rosyjskiej, gdzie ukończył kurs szkoły oficerskiej saperów. Uczestnik I wojny światowej. W Wojsku Polskim od października 1918. Walczył na froncie wojny polsko-bolszewickiej 1919–1920. Służył w 8 pułku saperów jako oficer nadetatowy, odkomenderowany do Oddziału II Sztabu Generalnego, a w 1923 powołany na kurs doszkolenia oficerów saperów w Kościuszkowskim Obozie Szkolnym Saperów. Z dniem 15 grudnia 1924 został przydzielony z 1 pułku saperów do KOSSap. na stanowisko dowódcy kompanii. W latach 1927–1929 był słuchaczem Wyższej Szkole Wojennej w Warszawie. Po ukończeniu Szkoły został przydzielony do Oddziału IV Sztabu Głównego – na stanowisko referenta. Przeniesiony z Oddziału IV Sztabu Głównego na 3-tygodniowy kurs informacyjny broni pancernych dla oficerów sztabowych i dyplomowanych w Centrum Wyszkolenia Broni Pancernych w Modlinie. Po ukończeniu kursu powrócił do Oddziału IV SG. W grudniu 1932 przeniesiony z Oddziału IV Sztabu Głównego na stanowisko dowódcy 1 dywizjonu pociągów pancernych w Jabłonnie, dywizjonem dowodził w okresie XI 1932 – XII 1933. W grudniu 1933 objął stanowisko szefa Wydziału Wojskowego w Ministerstwie Przemysłu i Handlu. W okresie 11 czerwca 1937 do września 1939 dowodził batalionem elektrotechnicznym. W kampanii wrześniowej 1939 brał udział na stanowisku dowódcy batalionu elektrotechnicznego, potem od 5 września 1939 dowodził Ośrodkiem Zapasowym Saperów typu specjalnego Nr 1 z Modlina, który 6 września 1939 został ewakuowany z Modlina do m. Domaczewo – Sławatycze nad Bugiem, później w rejon Kowla. Następnie dowodził oddziałami zmotoryzowanymi w Grupie „Dubno”
Po zakończeniu kampanii wrześniowej powrócił do Warszawy i podjął działalność konspiracyjną w Związku Walki Zbrojnej/AK pod ps. „Szczerba”. Początkowo do 1942 oficer w Wydziale Saperów KG ZWZ/K, potem w okresie października 1942 do października 1943 pełnił funkcję szefa Wydziału Saperów KG AK. Od listopada 1943 pełnił funkcję szefa sztabu Grupy Operacyjnej „Prusy Wschodnie” AK, uczestniczył w powstaniu warszawskim.
Po wojnie mieszkał w Warszawie, gdzie zmarł w 1954, pochowany na Cmentarzu Wojskowym na Powązkach (kwatera A19-4-14).

## Awanse
- podporucznik[9]
- porucznik – 1 IV 1920[10]
- kapitan – zweryfikowany ze starszeństwem z dniem 1 czerwca 1919[11]
- major – zweryfikowany ze starszeństwem z dniem 1 lipca 1925[12]
- podpułkownik – ze starszeństwem z dniem 19 marca 1938[13]

## Ordery i odznaczenia
- Krzyż Niepodległości – 17 marca 1932 „za pracę w dziele odzyskania niepodległości”[14][15]
- Krzyż Walecznych dwukrotnie
- Złoty Krzyż Zasługi – 1938 „za zasługi na polu podniesienia stanu sanitarno-porządkowego”[16]
- Srebrny Krzyż Zasługi – 16 marca 1928 „za zasługi na polu organizacji i administracji wojska”[17][18]
- Odznaka „Znak Pancerny” – 11 listopada 1933[19]
- Medal Zwycięstwa